# Принц из страны облаков
«Принц из страны облаков» (фр. Le Prince des nuages) — это трилогия романов, написанных Кристофом Гальфаром и иллюстрированных Винсентом Дютре. Эти приключенческие и научно-популярные романы предназначены для читателей от девяти лет и старше.

## Обзор
«Принц из страны облаков» — это научно-фантастический сериал, действие которого происходит в футуристическом мире, где поверхность Земли, опустошённая загрязнением, стала непригодной для жизни. Человечество укрылось над облаками, где города и деревни сгруппированы в королевства. История начинается, когда главным героям исполняется двенадцать лет.
Главные герои — Тристам Драк, Миртиль Лэндоу и Том Бриггс, трое подростков, рождённых на Миртильвиле, облаке, затерянном посреди океана и построенном вдали от всех, чтобы защитить Миртиль, чей отец, Король Облаков Севера, был свергнут Тираном.
Приключения трёх героев в небе заставят их бросить вызов Тирану. Они обнаружат, что он отменил преподавание науки и пытается консолидировать свою власть над миром, превратить климат Земли в оружие войны. Чтобы бороться с этим, Тристам, Миртиль и Том должны понять, как работает Природа.

## Наука
«Принц из страны облаков» стремится описать с помощью приключенческой истории различные научные аспекты нашего мира. Мы узнаём, в частности, функционирование климата Земли, как рождаются ветры и облака, как рождаются и умирают звёзды, почему небо синее днем и становится красным ночью, что скрывается во тьме ночи, между звёзд.
В конце каждой главы представлен «пергамент», который позволяет вам исследовать определённые научные вопросы. Вкладка с фотографиями, расположенная в середине книги, на изображениях показывает основные научные темы книги, а специальный блокнот позволяет вам распознавать на картинках различные облака, которые можно увидеть в небе.
Этот подход является наследием повести «Джордж и тайны Вселенной», написанной в соавторстве со Стивеном Хокингом и его дочерью Люси.

## Награды
Первые два тома «Принца из страны облаков» получили несколько литературных и научно-популярных премий, в том числе:
Книга 1
- Премия Министерства высшего образования и научных исследований Франции «Вкус науки 2009: наука объясняется молодёжи»[4];
- Премия 12/14 лет, присуждённая на книжной ярмарке[фр.] в Брив-ла-Гайард в 2009 году[5] за лучший детский роман 2009 года;
- Литературная премия юного читателя в Вогезах 2010[6];
- Приз колледжа Музея слияния[англ.] 2010[7];

Книга 2
- Véolia Environnement 2013, молодёжная награда фонда Véolia[8].